# Clemens Trefois
Clemens Trefois (Gent, 8 juli 1894 – Gent, 21 oktober 1984) was een Belgisch volkskundige, kenner en onderzoeker van de landelijke architectuur.

## Levensloop
Trefois was een van de elf kinderen in een Gents arbeidersgezin, zoon van Charles-Joseph Trefois, huisbewaarder-opzichter bij de Rijksuniversiteit Gent. Tijdens de Eerste Wereldoorlog was hij oorlogsvrijwilliger en verliet de loopgrachten na de oorlog als radicaal flamingant. Hij was begin 1918 begonnen met het optekenen van wat een onuitgegeven studie werd: Folkloreverschijnselen aan het oorlogsfront. Hij trouwde in 1921 met Agnes Verspeurt.
In 1920 behaalde hij het diploma van architect-technicus aan de Sint-Lucasschool in Gent. Björn Rzoska schreef over hem: Met een combinatie van tomeloze energie, doorzettingsvermogen, ambitie en de steun van het Vlaamsgezind cultureel netwerk waarvan hij deel uitmaakte, bouwde Clemens zich vanuit zijn grijze klerkenbestaan een internationale reputatie op als onderzoeker.
Hij werd het jaar daarop bediende aan het Hoger Instituut voor kunstgeschiedenis en oudheidkunde aan de Rijksuniversiteit Gent. Hij werd opgemerkt door Henry Van de Velde, Stan Leurs en Paul De Keyser en op hun aanwijzingen ging hij zich interesseren aan de landelijke architectuur. Vanaf 1926 verzamelde hij, gebaseerd op veldonderzoek, gegevens over Vlaamse boerenhoven. Het bracht er hem toe ook medestichter te zijn van de Vereniging voor Folklore in Oost-Vlaanderen. Hij was een van de eersten die de aandacht vestigde op het belang van de 'stoffelijke' of materiële volkskunde. Hij werd hierin gesteund door Pol De Mont en Jozef Goossenaerts, die hem een passende tribune verschaften op het Vlaams Filologencongres van 1928, wat hem definitief als een specialist op zijn domein bekend maakte.
Vanaf 1932 tot 1938 werd hij navorser met beurzen van het Nationaal Fonds voor Wetenschappelijk Onderzoek. Met de steun van de Gentse rector August Vermeylen kreeg hij een eerste beurs en mocht hij zijn hoevestudie verder uitbreiden. De publicatie van De Plattegrondsvormen van zg. 'Frankische' Boerderijtypen was er het directe resultaat van. In oktober 1932 werd in Brussel de Zuidnederlandsche Centrale voor Folklore-onderzoek opgericht. Naast Frans Olbrechts en Paul De Keyser werd ook Clemens Trefois opgenomen in het secretariaat.
Opnieuw met de steun van Vermeylen slaagde Clemens erin, hoewel hij maar een simpele klerk was, in de jaren 1934 en 1937-1938 opnieuw een beurs als vorser bij het NFWO binnen te halen. Deze keer kreeg hij de kans zijn onderzoek in het buitenland verder te zetten en ging hij hoeven bezoeken in Pas-de-Calais, Picardië, Artesië (streek)Artesië, Kent, Sussex, Friesland en Gelderland. In die periode hield hij talrijke voordrachten over landelijke architectuur.
Tijdens de Tweede Wereldoorlog werd hij vanaf 1940 lid van het VNV, om er de culturele activiteiten te ondersteunen. Als medestanders trof hij er onder meer aan: Ernest Claes, Frans Daels, Filip De Pillecyn, Constant Leurs en Jozef Van Overstraeten.
Hij ging tijdens de bezettingsjaren steeds verder in de richting van de nationaalsocialistisch geïnspireerde volkskunde, in zijn ogen een 'volksche' wetenschap met een 'volksche' opdracht. Hij vond hiermee aansluiting bij de meer extreme collaboratie en in 1941 schreef hij een eerste artikel in het maandblad van de Vlaamsch-Duitsche Arbeidsgemeenschap (DeVlag). Opnieuw zette hij zijn theorieën rond de hoevebouw in Vlaanderen uit de doeken.
Alleen paste hij zijn terminologie aan. Zo omschreef hij boerderijen als "bescheiden en rationeel-volksche architectuur". Bovendien legde hij veel nadruk op de gezamenlijke Germaanse oorsprong van de hoeven in
Vlaanderen. Hij werd dan ook in 1941 lid van de DeVlag. 
In 1942 laaide zijn wetenschappelijke ambitie opnieuw hoog op. Hij kreeg contact met verschillende Duitse volkskundigen en een van hen liet hem ervan dromen om aan een Duitse universiteit een doctoraat te bekomen.
In augustus 1942 werd door professor Roger Soenen een Germaansche Werkgemeenschap Vlaanderen gesticht. Trefois was een van de medeoprichters en hielp bij het opstellen van de statuten van deze nieuwe SS-organisatie. Hij werd, samen met Emiel Vercammen, redacteur van het maandblad Hamer, een uitgave van deze Werkgemeenschap, waarvan het eerste nummer in januari 1943 verscheen. Einde 1943 werd hij hoofdredacteur en bleef dit tot aan het laatste nummer dat verscheen in augustus 1944.
In oktober 1943, toen hij eigenlijk na een jaar verlof zonder wedde naar de Gentse universiteit had moeten terugkeren, bleef Trefois verbonden aan de Germaansche Werkgemeenschap Vlaanderen in Brussel en was hij ook betrokken bij de stichting van de nationaalsocialistische uitgeversmaatschappij De Burcht.
Onvermijdelijk werd hij in september 1944, samen met zijn echtgenote geïnterneerd, op beschuldiging van collaboratie, hij in Gent, zij in Dendermonde. In 1945 kwam zij vrij, hij in 1946. In 1947 werd hij buiten vervolging gesteld, maar als ambtenaar afgezet. Ook bij de Oostvlaamse Folklorebond werd hij als penningmeester geweerd en als lid geschrapt.
Op het einde van de jaren 1960 ondernam Trefois, op vraag van de Stigting Simon van der Stel, een onderzoek naar de Nederlandse architectuur in Zuid-Afrika. Hij publiceerde artikels over onder meer Oud-Nederlandse Stijlelementen in de Kaapse landelijke Architektuur.
Ondertussen had hij Vlaamse volkskundige activiteiten hernomen. Hij publiceerde hierover artikels in De Standaard en Het Volk. Verschillende van zijn vroegere werken gaf hij opnieuw uit, naast nieuwe uitgaven, onder meer fotoalbums gebaseerd op zijn grote fotocollectie.
Hij kreeg stilaan opnieuw binnen- en buitenlandse erkenning voor zijn pionierswerk. Politiek werd hij lid van de Volksunie en was in 1970 voor deze partij lijstduwer bij de gemeenteraadsverkiezingen in Melle.
In 1969 was hij opnieuw persona grata binnen de Oostvlaamse Bond van Volkskundigen en kreeg hij weer toegang tot haar tijdschrift, Oostvlaamse Zanten. Met de medewerking van het ministerie van Nederlandse Cultuur, de Zuid-Afrikaanse ambassade, het provinciebestuur van Oost-Vlaanderen en de Koninklijke Belgische Commissie voor Volkskunde, organiseerde de bond een huldezitting in de grote aula van de Gentse universiteit.

## Publicaties
- De Plattegrondsvormen van zg. 'Frankische' Boerderijtypen en hun geografische verspreiding in ons land, 1933.
- Een Atlas voor Zuid-Nederlandsche Folklore, 1937.
- De Vlaamsche boerderijarchitectuur en haar Oud-Germaansche bouwelementen, in: Hamer, 1943.
- Ontwikkelingsgeschiedenis van onze landelijke architectuur, 1950.
- Oudnederlandse architektuur in Zuid-Afrika, 1969.
- Oude hoeven in Vlaanderen (heruitgave), 1977.
- Landelijke architectuur, Sint-Niklaas, 1978.
- Van vakwerk tot baksteenbouw, Sint-Niklaas, 1979.
- Verloren dorp, Sint Niklaas, 1980.
- Het Boerendak, St-Niklaas, 1980.